# هینریش ویلهلم کوپف
هینریش ویلهلم کوپف (آلمانی: Hinrich Wilhelm Kopf; ۶ مهٔ ۱۸۹۳ – ۲۱ دسامبر ۱۹۶۱) یک سیاست‌مدار اهل آلمان و از سال ۱۹۱۹ عضو حزب سوسیال دموکرات آلمان بود.
وی در سال ۱۹۴۶ نخست‌وزیر ایالت هانوفر بود و بین سال‌های ۱۹۴۶ تا ۱۹۵۵ و سال‌های ۱۹۵۹ تا ۱۹۶۱ نخست‌وزیر ایالت نیدرزاکسن بود.وی هم‌چنین از ۷ سپتامبر ۱۹۵۱ تا ۶ سپتامبر ۱۹۵۲ رئیس بوندسرات بود.